# Petit lac Dufresnoy
Petit lac Dufresnoy är en sjö i Kanada.   Den ligger i regionen Abitibi-Témiscamingue och provinsen Québec, i den sydöstra delen av landet, 400 km nordväst om huvudstaden Ottawa. Petit lac Dufresnoy ligger 274 meter över havet. Arean är 1,9 kvadratkilometer. Den ligger vid sjön Lac Dufresnoy. Den sträcker sig 2,2 kilometer i nord-sydlig riktning, och 3,1 kilometer i öst-västlig riktning.
I omgivningarna runt Petit lac Dufresnoy växer i huvudsak blandskog. Runt Petit lac Dufresnoy är det mycket glesbefolkat, med 2 invånare per kvadratkilometer.